# Rosa Luxemburg (Schiff)
Die Rosa Luxemburg (russisch Роза Люксембург Rosa Ljuxemburg) war ein Hilfskreuzer (Вспомогательный крейсер, Wspomogatelny kreiser) bzw. Kanonenboot (канонерская лодка, kanonerskaja lodka) der Roten Arbeiter- und Bauernflotte und 1919/20 auf dem Kaspischen Meer eingesetzt.

## Technische Daten
- Baujahr: 1897
- Herstellungsland: Deutschland (Deutsches Reich)
- Typ: Tanker
- ursprünglicher Name: Aga Selim (Ага Селим)
- Außerdienststellung: 1926

## Dienstzeit
Vermutlich Anfang 1919 wurde der ehemalige türkische Tanker Aga Selim für die Astrachan-Kaspische Flottille der Roten Flotte in Dienst gestellt und zu Ehren der deutschen Kommunistin in Rosa Luxemburg umbenannt. Das Flaggschiff der Flottille, die ehemalige Finn, war vermutlich zeitgleich in Karl Liebknecht umbenannt worden.
Der Tanker wurde mit zwei 13-cm-Geschützen ausgerüstet und als Hilfskreuzer eingesetzt. Aufgrund des Kalibers der Geschütze war der Hilfskreuzer eines der am stärksten bewaffneten Kriegsfahrzeuge auf dem Kaspischen Meer. Er war im April/Mai 1919 an mehreren Gefechten gegen die britische Kaspiflottille unter Commander David Thomas Norris beteiligt.
Offenbar ging das Schiff weitgehend unbeschädigt aus dem Seegefecht von Fort Alexandrowsk am 21. Mai 1919 hervor, bei der ein großer Teil der Roten Flottille vernichtet wurde.
Die Rosa Luxemburg nahm am 18. Mai 1920 auch an dem Raid der Roten Flottille auf Enseli (heute Bandar Anzali)/Iran teil, bei dem die Überreste der ehemals britischen Kaspi-Flottille gekapert und nach Baku zurückgeführt wurden.
Von 1920 bis 1923 wurde die Rosa Luxemburg als Kanonenboot (канонерская лодка) klassifiziert. Ab 1923 fand sie als geographisches Forschungsschiff Verwendung, und Weyers Taschenbuch der Kriegsflotten von 1926 führt sie noch als Vermessungsfahrzeug. 1926 erfolgte die Außerdienststellung. Eine Rekonstruktionszeichnung des Schiffs durch den Marinemaler Olaf Rahardt ist im Tagebuch von Patrick Thornhill abgedruckt.